# エムトリシタビン
エムトリシタビン（英: Emtricitabine)は、一般にFTCと呼ばれ、IUPAC名 2', 3'-ジデオキシ-5-フルオロ-3'-チアシチジン、商品名エムトリバ（Emtriva、旧称 Coviracil）で、HIV感染予防と治療のため成人と小児に用いられる、核酸系逆転写酵素阻害剤（NRTI）。 
エムトリシタビンは、テノホビル ジソプロキシルフマル酸塩（ビリアード、Viread) との合剤のツルバダ（Truvada)、テノホビル アラフェナミドと（ベムリディ、Vemlidy）との合剤のデシコビ（Descovy)としても販売されている。 
エムトリシタビン、テノフォビル、 エファビレンツ（ブリストル・マイヤーズスクイブが販売するサスティバ、Sustiva）の3剤の合剤は、2006年7月12日に米国食品医薬品局 （FDA）で承認され、商品名はAtripla。 
エムトリシタビンは、クワッドピル（Quad pill 、商品名 スタリビルド（Stribild）、ゲンボイヤ(Genvoya））の4成分のうちの1つ。 
エムトリシタビンは、WHO必須医薬品モデル・リストの必須医薬品の1つで、つまり基本的な健康システムに必要な最も重要な医薬品のリストに掲載されている。 

## 医療用途

### HIV感染症
エムトリシタビンは、成人のHIV感染の予防と治療のために、他の抗レトロウイルス薬と組み合わせて使用される。エムトリシタビンは市販されており、HIV感染の治療に関してFDAによって承認されている。 

### B型肝炎ウイルス感染症
エムトリシタビンはB型肝炎ウイルス（HBV）に対して臨床活性を示すが、HBV感染の治療に関しては、FDAによって承認されていない。 慢性HBV感染症の患者では、エムトリシタビン治療により、組織学的、ウイルス学的、および生化学的に有意な改善が見られる。治療中のエムトリシタビンの安全性プロファイルは、プラセボの安全性プロファイルと同様である。 エムトリシタビンは、他のすべてのFDA承認薬と同様に、HIV感染もHBV感染も治癒するものではない。 HBV感染患者を対象とした研究では、治療を中止したエムトリシタビン治療を受けた患者の23％で感染症の症状が再発した。慢性（chronic） HIV感染者を対象とした研究では、被験者が治療を中止したときにもウイルスの複製が再開する。HIV感染の治療に使用される薬物と同様に、HBV感染の治療に使用される薬物は、薬物耐性株の進化を防ぐために、組み合わせて使用する必要がある。 エムトリシタビンと他の抗HBV薬との併用の有効性は、まだ確立されていない。 

## 副作用
臨床診療では、エムトリシタビンによる毒性は、まれ。 最も一般的な治療関連の有害事象は、下痢、頭痛、吐き気 、発疹。 これらの症状は通常、軽度から中程度の重症度であるが、臨床試験患者の1％が治療を中断した。通常、色素沈着過剰として報告される、通常は手のひらまたは足の裏の皮膚の変色は、2％未満の症例で報告されており、アフリカ系の患者にほぼ限定されている。 
患者が経験する可能性のあるより重篤な副作用には、肝毒性、乳酸アシドーシスがある。 

## 作用機序
エムトリシタビンは、シチジンの合成ヌクレオシド誘導体で、シチジンのアナログ。 この薬は、HIV-1のRNAを新しいウイルスDNAにコピーする酵素である逆転写酵素を阻害することで機能する。 HIVの複製の中心であるこのプロセスを妨害することにより、エムトリシタビンは患者の体内のHIV量または「 ウイルス量 」の低下を助け、免疫系細胞（T細胞 / CD4+ T細胞 ）数を増やす。これらの変化はいずれも、より健康な免疫系と深刻な病気の可能性の減少に関連している。 

## 歴史
エムトリシタビンは、エモリー大学のDennis C. Liotta、Raymond F. Schinazi、Woo-Baeg Choi博士によって発見され、大学によってTriangle Pharmaceuticalsにライセンス供与された。Triangle Pharmaceuticalsは2003年にギリアド・サイエンシズに買収され、同社により開発を完了し、商品名 エムトリバ（Emtriva）で販売している。 
2003年7月2日、FDAによって承認された。 ラミブジン （3TC）に非常に似ており、2つの間の交差抵抗はほぼ普遍的 。 